# Spinalirritation
Spinalirritation ist nach Dornblüth eine veraltete frühere Bezeichnung für eine auf Hyperämie des Rückenmarks bezogene Erscheinung der Neurasthenie, insbesondere mit Rückenschmerz, Kreuzschmerz, Unruhe in den Beinen und Spinalneuralgie. Nach anderen medizinterminologischen Quellen wird Spinalirritation als funktionelle Rückenmarkserkrankung definiert bzw. als spinale Form der Neurasthenie. Hier würden subjektive Beschwerden von scheinbar spinalem Ursprung bestehen wie Rhachialgie (= Schmerzen in der Wirbelsäule), Schwäche und Übermüdung beim Gehen, Parästhesien, Blasen- und sexuelle Störungen. Die Bezeichnung gehe auf den Kassler Anatom und Chirurgen Benedict Stilling (1810–1879) zurück, der sie erstmals 1840 verwendete.

## Wilhelm Griesinger
Wilhelm Griesinger (1817–1868) hat eine Theorie der Entstehung von Geisteskrankheiten und leichteren psychischen Störungen (Kleine Psychiatrie) entwickelt, die er von der Spinalirritation als einer Art von Neuralgie im Versorgungsgebiet der sensiblen Nerven des Rückenmarks ableitet. In Analogie zur Spinalirritation benannte er psychische Erkrankungen als „Zerebralirritation“. Dabei wurde die Modellvorstellung des Reflexbogens über die Schaltstelle des Rückenmarks auf eine sich ähnlich gestaltende Steuerung durch das Gehirn übertragen. Diese Analogie beruht auf der Vorstellung eines „psychischen Reflexbogens“, wie dieser Begriff später von Karl Jaspers (1883–1969) in die psychiatrische Terminologie eingeführt wurde. Dies besagt, dass die von den rezeptiven Teilen des Nervensystems – den sensiblen Nerven des Rückenmarks empfundenen Qualitäten wie etwa des Schmerzes und der Kälte oder von den sensorischen Nerven ausgelösten Sinnesempfindungen im Gehirn – eine spezifische seelische Entsprechung auf der Ebene des Gehirns besitzen. Beide Organabschnitte – Gehirn und Rückenmark – verfügen wegen des prinzipiell segmentalen Aufbaus über dieselben Baueigentümlicheiten und neurophysiologischen Qualitäten. Die sensorischen Qualitäten des Gehirns entsprechen dabei funktionell den sensiblen des Rückenmarks. Dem Empfinden der Kälte im Bereich des Rückenmarks entspreche eine „geistige Kälte“, dem Empfinden des Schmerzes ein „psychischer Schmerz“ (siehe Gefühl). Als eher rezeptives Zentrum des Gehirns sah Griesinger das Gemüt an. Griesinger setzt mit dem Paradigma der Spinalirritation die Tradition der nervenphysiologischen Aufklärungspsychiatrie des 18. Jahrhunderts fort, die mit den Namen Whytt, Haller und Unzer verbunden ist. Griesingers grundlegende von der Neurophysiologie geprägte Sicht psychologischer Gegebenheiten wurde unter dem Vorwurf des Somatismus bzw. Materialismus nicht immer bereitwillig aufgenommen, aber sie wird gerade heute eher zunehmend geteilt und hat daher nichts an Aktualität verloren. So steht etwa die Angst als Grundlage aller psychischer Erkrankungen auch nach heutiger Auffassung im Zusammenhang mit Parallelreaktionen des Schmerzempfindens und mit ihrer biologisch verankerten Rolle bei der Auslösung von Alarmbereitschaft ebenso wie mit ihren evtl. instinktiven Komponenten (Schichtenlehre).

## Sigmund Freud
Sigmund Freud (1856–1939) sah die Spinalirritation als charakteristisches Symptom der Neurasthenie an.